# Victor Victoria
Victor Victoria is een komische musical van Metro-Goldwyn-Mayer uit 1982 met in de hoofdrollen Julie Andrews, James Garner, Robert Preston en Lesley Ann Warren. Het verhaal werd geschreven door Blake Edwards en Hans Hoemburg. Hoofdthema's in de film zijn homoseksualiteit en travestie. De film is een bewerking van de Duitse film Viktor und Viktoria uit 1933. In 1995 verscheen er een musical van op Broadway.

## Verhaal
Carroll Todd, ook Toddy genoemd, is een homoseksuele artiest die werkt in de Parijse nachtclub "Chez Lui" die wordt uitgebaat door Labisse. Op een dag woont Toddy een auditie bij van zangeres Victoria Grant, maar ze wordt door Labisse de grond ingeboord. Victoria zingt daarop zo'n hoge noot, dat de wijnglazen breken en verlaat vervolgens de club. Daarop ontstaat er een discussie tussen Toddy en Labisse waardoor Toddy wordt ontslagen.
Toddy vindt Victoria terug in een restaurant waar hij haar vergezelt. Daar blijkt dat Victoria bankroet is en de maaltijd niet kan betalen. Daarom heeft ze in haar handtas een kakkerlak zitten die ze in haar eten wil doen om zo de maaltijd gratis te krijgen. De kakkerlak is echter ontsnapt en zit nu op de benen van een andere dame. Wanneer zij de kakkerlak opmerkt, ontstaat er paniek waardoor Victoria en Toddy alsnog kunnen wegglippen zonder te betalen en door de stromende regen naar het appartement van Toddy vluchten.
Wanneer de kleren van Victoria zijn opgedroogd, blijkt dat deze zijn gekrompen en ze bijgevolg kleren van Toddy dient te dragen. Niet veel later arriveert de ex-vriend van Toddy, die Victoria aanziet als de nieuwe vriend van Toddy. Dit geeft Toddy een ingenieus plan: Victoria dient zich als een homoseksuele man te gedragen. Als man verkleedt ze zich vervolgens als travestiet, Victor genaamd, om zo auditie te houden bij Andre Cassell, die het meest succesvolle artiestenbureau van Parijs leidt.
Cassell trapt in het bedrog en neemt "Graaf Victor Grazinski", een Poolse homoseksueel en sinds kort de nieuwe vriend van Toddy, aan. Hij start als hoofdact in een van Cassells nachtclubs. Op een avond zitten de Amerikaanse nachtclubuitbater King Marchand, zijn vriendin Norma en hun bodyguard Squash in de zaal. King wordt verliefd op Victoria en is dan ook onthutst wanneer zij zich na de act voorstelt als een man. Dit leidt tot een discussie tussen King en zijn huidige vriendin waarop zij terug naar Amerika vertrekt.
King is vastbesloten om na te gaan of graaf Victor wel degelijk een man is en verbergt zich in de badkamer, maar zijn poging mislukt omdat hij enkel de rug van Victor ziet. Daarop nodigt hij Victor en Toddy uit bij Chez Lui. Er start een gevecht tussen het cliënteel waardoor iedereen wordt opgepakt door de politie, alleen Victor en King kunnen ontsnappen. Wanneer Squash terug naar het hotel gaat, betrapt hij King en Victor in bed. King tracht nog te zeggen dat Victor in werkelijkheid een vrouw is, maar Squash bekent dat hijzelf ook homoseksueel is. Victoria en King zijn een tijd een koppel, maar aangezien de buitenwereld de waarheid niet mag weten, wordt dit onhoudbaar waarop King de relatie stopt.
Eenmaal terug in Chicago verneemt King dat Norma zijn zakenpartner Sal Andretti verteld heeft dat King een relatie heeft met Viktor. De homofobe Sal wil daarop hun samenwerking beëindigen en wil het gedeelte van King voor een lage prijs opkopen. Hierop reist het gezelschap terug naar Parijs om Victor te ontmoeten. Zij heeft besloten om weldra te stoppen met het bedrog en kleedt zich uit voor Norma. Hierdoor zijn Norma en Sal van mening dat de samenwerking kan worden verdergezet. Er wordt afgesproken om het bedrog stil te houden omdat het veel geld opbrengt.
Cassel vertelt 's avonds in de kleedkamers aan Toddy en Victoria dat Labisse een privédetective heeft ingehuurd om Victoria te schaduwen en dat hij voldoende bewijs heeft om aan te tonen dat Victor wel degelijk een vrouw is. Daarop stapt een politie-inspecteur de kleedkamer binnen, maar hij concludeert dat Victor wel degelijk een man is. Labisse zegt de inspecteur dat hij de voorstelling moet bijwonen omdat er meer dan waarschijnlijk een persoonsverwisseling is gebeurd. Hierdoor dient Toddy de act uit te voeren terwijl Victoria en King in de zaal zitten.
De act van Toddy is zo miserabel dat het publiek het begeeft van lachsalvo's, waardoor dit ook meteen het laatste optreden is van Graaf Viktor.
Ondertussen zijn Victoria en King terug een koppel. Ook Toddy heeft een nieuwe vriend: Squash.

## Rolverdeling
| Acteur            | Personage                             |
| ----------------- | ------------------------------------- |
| Julie Andrews     | Victoria Grant/Graaf Victor Grazinski |
| Robert Preston    | Carroll "Toddy" Todd                  |
| Lesley Ann Warren | Norma Cassidy                         |
| James Garner      | King Marchand                         |
| Malcolm Jamieson  | Richard Di Nardo                      |
| David Gant        | manager                               |
| Alex Karras       | "Squash" Bernstein                    |
| John Rhys-Davies  | Andre Cassell                         |
| Graham Stark      | ober                                  |
| Peter Arne        | Labisse                               |
| Sherloque Tanney  | Charles Bovin                         |
| Michael Robbins   | hotelmanager                          |
| Maria Charles     | Madame President                      |
| Glen Murphy       | bokser                                |

Tom Selleck was de eerste keuze voor de rol van King Marchand (gespeeld door James Garner), maar hij was niet beschikbaar door zijn contractuele verplichting voor de televisieserie Magnum, P.I.

## Muziek
De gezongen nummers in de film doen zich enkel voor op het podium van een nachtclub. Inhoudelijk verwijzen ze wel gedeeltelijk naar het bedrog zoals in Le Jazz Hot en The Shady Dame from Seville
1. "Gay Paris" - Toddy
2. "Le Jazz Hot" - Victoria
3. "The Shady Dame From Seville" - Victoria
4. "You and Me" - Toddy, Victoria
5. "Chicago, Illinois" - Norma
6. "Crazy World" - Victoria
7. "Shady Dame From Seville" - Toddy

## Prijzen en nominaties
Victor Victoria won een Best Original Song Score and Its Adaptation or Adaptation Score. Verder waren er nominaties voor een Academy Award in de categorieën:
- Beste acteur in bijrol (Robert Preston)
- Beste actrice in hoofdrol (Julie Andrews)
- Beste actrice in bijrol (Lesley Ann Warren)
- Beste artistieke set (Rodger Maus, Tim Hutchinson, William Craig Smith, Harry Cordwell)
- Beste kostuumontwerp
- Beste remake

American Film Institute recognition
- 2000: AFI's 100 Years... 100 Laughs #76